# Arthur Penn
Pour les articles homonymes, voir Penn.
Arthur Penn, né le 27 septembre 1922 à Philadelphie (Pennsylvanie) et mort le 28 septembre 2010 à Manhattan (New York), est un réalisateur américain.
Engagé dans l'armée en 1943 où il fait ses premières mises en scène théâtrales, il profite du G.I. Bill après guerre pour se former à la mise en scène et au jeu d'acteur. Il commence sa carrière à la télévision où il met en scène des dramatiques, notamment une adaptation de Miracle en Alabama de William Gibson, texte qu'il adaptera aussi au théâtre et au cinéma. Il connaît une carrière cinématographique marquée par de mauvais rapports avec les studios et de grands succès, notamment Bonnie et Clyde.

## Biographie

### Enfance et formation
Né à Philadelphie dans une famille juive d'origine russe, Arthur Penn est le fils d'un horloger et d'une infirmière. Il est le frère cadet du photographe Irving Penn. Ses parents divorcent lorsqu'il a trois ans. Les deux enfants sont élevés par leur mère qui gagne difficilement sa vie et déménagent fréquemment, notamment à New York et dans le New Jersey. Arthur Penn retourne vivre avec son père à l'âge de 14 ans et découvre le théâtre à l'école.
Il entre dans l'armée en 1943 et met en scène des pièces de théâtre avec les soldats avec qui il se trouve. Après guerre, grâce à la loi G.I. Bill qui finance leurs études aux soldats démobilisés, il part étudier à l'université libre Black Mountain College. Il étudie ensuite dans des universités italiennes et rentre aux États-Unis en 1948 où il apprend le jeu d'acteur avec l'Actors Studio à New York puis avec Michael Tchekhov à Los Angeles.

### Débuts à la télévision, au théâtre et au cinéma
Dans le milieu des années 1950, il commence à travailler à la télévision des dramatiques, et il réalise en 1957 pour CBS une adaptation du livre de William Gibson Miracle en Alabama qui est un succès. Il peut alors passer au théâtre, dirigeant pour Broadway la pièce Two for the Seesaw (Deux sur la balançoire), autre texte de William Gibson, où jouent Henry Fonda et Anne Bancroft. La pièce est un succès immédiat.
Il réalise son premier film en 1958, Le Gaucher, où il retrouve l'esthétique et les moyens de production qu'il a connus en travaillant pour la télévision : noir et blanc, petit budget et jeu d'acteur venu des méthodes de l'Actors Studio. Mais ses rapports sont très durs avec le studio qui produit le film, la Warner : une fois le tournage terminé, les rushes sont confiés à un monteur par la production et Arthur Penn n'a plus aucun contrôle sur son film dont il apprendra la sortie en la voyant annoncée sur une affiche à New York. Le Gaucher est un échec commercial et critique, et Arthur Penn décide alors d'adapter pour le théâtre le texte qui a fait son succès à la télévision : Miracle en Alabama avec Anne Bancroft. La pièce est un succès et le metteur en scène comme l'actrice sont récompensés d'un Tony Award. Il dirige d'autres pièces à succès puis adapte pour le cinéma Miracle en Alabama qui est un succès public et critique.

### Carrière cinématographique
Il réalise en 1962 Miracle en Alabama (The Miracle Worker)  d'après le livre de  William Gibson qu'il avait précédemment mis en scène à la télévision sur CBS en 1957 puis sur scène à Broadway en 1959, gagnant un Tony Award. Il est aussi connu pour avoir, lors de l'élection présidentielle américaine de 1960 conseillé le candidat vainqueur John Fitzgerald Kennedy pour les débats télévisés : il lui aurait expliqué qu'il fallait qu'il regarde droit dans la caméra et qu'il préfère les réponses brèves, ce qui a permis à Kennedy d'avoir l'air plus confiant que son adversaire Richard Nixon, pourtant plus expérimenté.
Tout comme sur Le Gaucher, ses rapports avec la production sont souvent difficiles : en 1964 il commence le tournage du film Le Train mais l'acteur Burt Lancaster obtient son renvoi et en 1965 le producteur Sam Spiegel lui interdit de participer au montage de son film La Poursuite impitoyable qu'il confie à « des monteurs professionnels ». Selon Peter Biskind, l'un des problèmes que rencontre Arthur Penn est qu'il est un intellectuel, et que Hollywood n'est « surtout pas un endroit pour les intellectuels, quel que fût leur talent. »
Il réalise en 1965, Mickey One un film inspiré par la Nouvelle Vague, apprécié en France par les Cahiers du cinéma mais pas par la critique américaine. Même son interprète principal, Warren Beatty, n'aime pas ce film qu'il trouve prétentieux. Mais l'acteur, qui cherche à produire Bonnie et Clyde, a essuyé plusieurs refus de réalisateurs et décide, sur les conseils des scénaristes du film qui eux, ont aimé Mickey One, de s'adresser à Penn pour lui demander d'en être le réalisateur. Penn vit à l'époque à l'écart d'Hollywood, et s'il n'est pas enthousiasmé par le scénario, il accepte car il voit que ce film est une chance pour lui de faire son retour comme réalisateur de premier plan.
Beatty, en plus de produire ce projet qui lui tient à cœur, y joue le rôle de Clyde Barrow. Il voit d'un mauvais œil certains aspects du scénario qui présentent le personnage de Barrow comme impuissant, et ne se montre guère convaincu par sa partenaire, la jeune Faye Dunaway. Le film est malgré tout un succès au box-office qui permet à Penn d'aborder une grosse production, Little Big Man, épopée picaresque interprétée par Dustin Hoffman. Il réalise ensuite La Fugue (Night Moves, 1975) puis Missouri Breaks (1976) et connaît un déclin créatif dans les années 1980.

### Regard sur son œuvre
Selon le scénariste Paul Schrader, Penn a su apporter la sensibilité du cinéma européen des années 1960 dans le cinéma américain, le film Bonnie et Clyde ayant ouvert la voie aux films du Nouvel Hollywood. Son enfance chaotique (il a déclaré se reconnaître dans l'histoire du film de François Truffaut Les Quatre Cents Coups) lui a donné le goût de personnages dont l'enfance a été difficile.

### Mort
Il meurt le 28 septembre 2010 à Manhattan, New York, à l'âge de 88 ans, des suites d'une insuffisance cardiaque. Incinéré, ses cendres sont remises à sa veuve et à sa fille.

## Filmographie

### Cinéma
- 1958 : Le Gaucher (The Left Handed Gun)
- 1962 : Miracle en Alabama (The Miracle Worker)
- 1964 : Le Train (non crédité, renvoyé en cours de tournage)
- 1965 : Mickey One
- 1966 : La Poursuite impitoyable (The Chase)
- 1967 : Bonnie and Clyde
- 1969 : Alice's Restaurant
- 1970 : Little Big Man
- 1975 : La Fugue (Night Moves)
- 1976 : Missouri Breaks
- 1981 : Georgia (Four Friends)
- 1985 : Target
- 1987 : Froid comme la mort (Dead of Winter)
- 1989 : Penn and Teller Get Killed
- 1995 : Lumière et Compagnie - segment (court métrage)

### Télévision
- 1953 : The Gulf Playhouse (en) (série télévisée)
- 1953-1955 : The Philco Television Playhouse (série télévisée)
- 1953-1955 : Goodyear Television Playhouse (en) (série télévisée)
- 1954 : Justice (en) (série télévisée)
- 1954-1955 : Producers Showcase (en) (série télévisée)
- 1955-1956 : Playwrights 56 (en) (série télévisée)
- 1957-1958 : Playhouse 90 (série télévisée)
- 1968 : Flesh and Blood (en) (Téléfilm)
- 1993 : Le Portrait (The Portrait) (Téléfilm)
- 1996 : Inside (en) (Inside) (Téléfilm)

## Théâtre
- 1958 : Deux sur la balançoire (Two for the Seesaw) de William Gibson, avec Anne Bancroft, et Henry Fonda à Broadway, (New York)
- 1959 : Miracle en Alabama (The Miracle Worker) de William Gibson, avec Anne Bancroft
- 1960 : All the Way Home (en) de Tad Mosel (en), avec Arthur Hill, Aline McMahon, Lillian Gish, Belasco Theatre
- 2000 : Qui a peur de Virginia Woolf ? (Who's Afraid of Virginia Woolf ?) d'Edward Albee

## Prix et nominations

### Prix
- Tony Awards 1960 : Tony Award de la meilleure mise en scène pour une pièce The Miracle Worker[5]
- Ours d'or d'honneur à la Berlinale 2007, pour l'ensemble de sa carrière

### Nominations
- Tony Awards 1958 : nomination pour le Tony Award de la meilleure mise en scène pour Two For The Seesaw (Deux sur la balançoire)
- Tony Awards 1961 : nomination pour le Tony Award de la meilleure mise en scène pour une pièce pour All the Way Home
- Oscars 1963 : nomination à l'Oscar du meilleur réalisateur pour Miracle en Alabama
- Oscars 1968 : nomination à l'Oscar du meilleur réalisateur pour Bonnie et Clyde
- Golden Globes 1968 : nomination au Golden Globe du meilleur réalisateur pour Bonnie et Clyde
- Oscars 1970 : nomination à l'Oscar du meilleur réalisateur pour Alice's Restaurant